# Hugo Lagos Vásquez
Luis Hugo Lagos Vásquez (Santiago de Chile, 3 de febrero de 1951), más conocido como Hugo Lagos, es un intérprete y compositor chileno, quien ha sido desde 1973 hasta 2002, y desde 2003 a la actualidad, un integrante activo de la banda Quilapayún.

## Biografía
Hijo de Luis Alberto Lagos Alarcón y María Elena Vásquez Bravo.

### Carrera musical
En 1972, Hugo Lagos se integra a un taller musical dictado por la banda Quilapayún en Santiago de Chile. La agrupación ya tenía ocho años de existencia, por lo cual era ya muy conocida a nivel nacional. Ese mismo año le ofrecen quedarse como integrante de la banda. Hugo acepta, y se integra formalmente como músico al año siguiente.

### El exilio
Hugo junto con Quilapayún parten al exilio a Francia, producto del Golpe de Estado en Chile de 1973 y posterior dictadura militar.
Es en esta nueva etapa de su vida en que comienza a componer canciones más activamente, principalmente musicalizando letras escritas por sus compañeros o previamente existentes, así como también canciones instrumentales, tales como «Sonatina» (1975) y «Trompe» (1982). Esta nueva faceta compositora dentro de la banda se debe en parte a un taller de composición musical interno dirigido por Eduardo Carrasco a sus compañeros, quedando patente en el álbum Adelante (1975), que además de incluir «Sonatina» posee trabajos de Willy Oddó, Rodolfo Parada y Hernán Gómez.
Luego del retorno a la Democracia en Chile en 1990, parte de Quilapayún decide quedarse, mientras que otros retornan a Chile. Hugo será de los que vuelven.

### Regreso a Chile
El año 2002 Hugo Lagos, junto con Hernán Gómez, otro integrante de la banda aún más antiguo que él, deciden dejar la banda luego de varios problemas internos en el dividido Quilapayún. Sin embargo, logran resolver y al año siguiente se reencuentran en la agrupación con dos integrantes clave, pertenecientes a la primera generación y que la habían dejado hacía tiempo: Eduardo Carrasco y Carlos Quezada. Este evento en la historia de la banda quedará patente en el álbum «El reencuentro», lanzado el año 2004 por la facción de Quilapayún en Chile.

## Discografía
En Quilapayún
- 1972 - Quilapayún 5 (en canciones 9, 10 y 11)
- 1975 - El pueblo unido jamás será vencido
- 1975 - Adelante
- 1976 - Patria
- 1977 - La marche et le drapeau
- 1977 - Enregistrement Public
- 1979 - Umbral
- 1980 - Alentours
- 1980 - Darle al otoño un golpe de ventana para que el verano llegue hasta diciembre
- 1982 - La revolución y las estrellas
- 1983 - Chante Neruda
- 1983 - Quilapayún en Argentina
- 1984 - Tralalí tralalá
- 1985 - Quilapayún en Argentina vol. 2
- 1987 - Survarío
- 1988 - Los tres tiempos de América
- 1989 - Quilapayún ¡en Chile!
- 1992 - Latitudes
- 1998 - Antología 1968-1992
- 1999 - Al horizonte
- 2004 - El reencuentro
- 2007 - Siempre
- 2009 - Solistas

En conjunto
- 2004 - Inti + Quila Música en la memoria

## Canciones
En Quilapayún
- 1975 - Sonatina (instrumental), del álbum Adelante.
- 1976 - Ventolera (música con Eduardo Carrasco), del álbum Patria.
- 1979 - Ronda del ausente (música), del álbum Umbral.
- 1980 - Playa del sur (música), del álbum Darle al otoño...
- 1982 - Las estrellas (música con Eduardo Carrasco), del álbum La revolución y las estrellas.
- 1982 - Eclipse de sol (música), del álbum La revolución y las estrellas.
- 1982 - Trompe (instrumental), del álbum La revolución y las estrellas.
- 1984 - Canción del llamado (música), del álbum Tralalí tralalá.
- 1987 - Palma sola (música), del álbum Survarío.
- 1992 - Juegos y palabras (música), del álbum Latitudes.
- 1999 - Más allá, del álbum Al horizonte.
- 2007 - A California me voy (música), del álbum Siempre.
- 2007 - Canción del padre solo (música), del álbum Siempre.